# Parque industrial

Símbolo dos parques industriais.

Parque industrial ou zona industrial é um espaço territorial no qual se agrupam uma série de atividades industriais ou empresariais que podem ou não estar relacionadas entre si. Os parques industriais geralmente contêm uma série de serviços comuns, como por exemplo: abastecimento de energia eléctrica, abastecimento de água com diversos tipos de tratamento (potável, para caldeiras, para arrefecimento), serviço de vigilância, recepcionismo, tratamento de águas residuais, e modernos sistemas de transporte intermodais.

## Características
Os parques industriais são geralmente localizados fora das zonas residenciais de uma cidade. Normalmente, é oferecido, às zonas industriais, um bom acesso aos meios de transporte, incluindo transporte rodoviário, ferroviário e marítimo-fluvial. Os parques industriais são geralmente localizados perto de modernas instalações de transporte transporte intermodal, onde coincidem: rodovias, ferrovias, aeroportos e portos.
O conceito de parque industrial é bastante diverso, contudo é geralmente aceito que:
- Para ser capaz de se concentrar dedicada infraestrutura (engenharia, tecnologia e economia), uma área deve ser delimitada para redução dos custos advindos da montagem das estruturas industriais;
- Em sua infraestrutura, devem existir rodovias, ramais ferroviários, portos, suprimentos elétricos de alta potência (muitas vezes incluindo energia trifásica), cabos high-end comunicações, grande volume de água, e grande suprimento de gás;
- Deve ser capaz de atrair novos negócios, fornecendo uma infraestrutura integrada em um único local;
- Deve estar relativamente distante de áreas urbanas para tentar reduzir o impacto ambiental e social dos usos industriais;
- Deve ser elegível como um local de concentração industrial;[2][3]
- Deve possuir rígido controle dos danos ambientais.